# 友谊村墓群
友谊村墓群，位于中国吉林省四平市梨树县白山乡友谊村，为一个全国重点文物保护单位。该文物保护单位由梨树县文管所管理。1999年2月26日，以“友谊村辽墓”的名称列为为第五批吉林省文物保护单位，类型为古墓葬。2013年，中国国务院公布为第七批全国重点文物保护单位（古墓葬）。
友谊村辽墓的历史年代为辽代。2013年公布时，为金代。